# Al 101 (航空機)
Al 101
- 用途：練習機
- 製造者：アルバトロス
- 運用者：ドイツ
- 初飛行：1930年
- 生産数：71機
- 運用状況：退役

アルバトロス Al 101（ドイツ語：Albatros Al 101）は、1930年代のドイツの練習機である。パラソル翼の標準的な形状の単葉機で、操縦手と教官は開放式の座席に別々に乗り込んだ。

## 派生型
- Al 101
- Al 101W：水上機型。2機が製作された。
- Al 101C
- Al 101D

## 諸元（Al 101D）
諸元
- 乗員: 2名（パイロット及び教官）
- 全長: 8.45 m （27 ft 9 in）
- 全高: 2.7 m （8 ft 10 in）
- 翼幅: 12.35 m（40 ft 6 in）
- 翼面積: 20 m2 （215 ft2）
- 空虚重量: 475 kg （1047 lb）
- 運用時重量: 795 kg （1753 lb）
- 動力: アルグス As 8（ドイツ語版、英語版）直列4気筒倒立 レシプロ、82 kW （110 hp）   × 1

性能
- 最大速度: 170 km/h （106 mph, 92kt）
- 航続距離: 670 km （420 mi、360海里）
- 実用上昇限度: 3600 m （11800 ft）
- 上昇率: 4.2m/sec、252 m/min （13.8 ft/sec、827 ft/min）
- 翼面荷重: 39.8 kg/m2 （8.15 lb/ft2）
- 馬力荷重（プロペラ）: 0.103 kW/kg （0.138 hp/kg、0.0627 hp/lb）